# Унесённые ветром
«Унесённые ветром» (англ. Gone with the Wind) — роман американской писательницы Маргарет Митчелл, события которого происходят в южных штатах США в 1860-х годах, во время и после гражданской войны.
Роман вышел 30 июня 1936 года и стал одним из самых знаменитых бестселлеров американской литературы. Уже к концу 1936 года было продано более одного миллиона экземпляров. В этом же году Митчелл передала права на экранизацию продюсеру Дэвиду Селзнику за 50 тыс. долларов. В 1939 году снят одноимённый фильм.
В 1937 году Митчелл получила за этот роман Пулитцеровскую премию.

## Сюжет

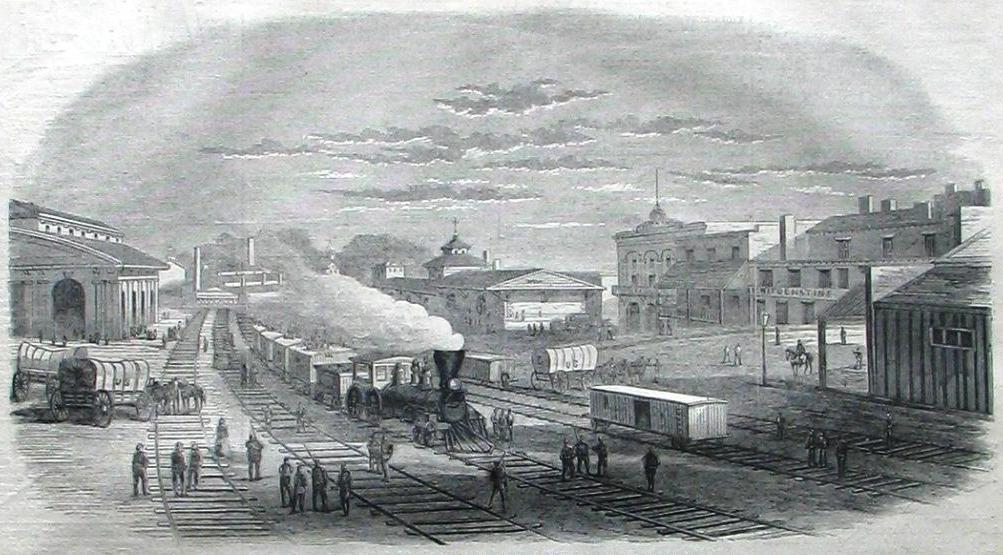
Атланта в 1864 году

Роман охватывает события на протяжении 12 лет (с 1861 по 1873 годы), развивающиеся на фоне гражданской войны между северными промышленными и южными земледельческими штатами Америки.
Южная красавица Скарлетт О’Хара — старшая дочь Джеральда (эмигранта-ирландца, владельца плантации Тара в Джорджии) и Эллин Робийяр (потомка французских аристократов с Восточного побережья) — считается первой невестой округи, но тайно влюблена в сына соседского плантатора Эшли Уилкса. Узнав о предстоящей свадьбе Эшли с его кузиной Мелани Гамильтон, Скарлетт решает первая признаться ему в любви, надеясь, что он не сможет устоять и предпочтет бежать из дома, чтобы тайно сочетаться браком с ней. Однако благородный джентльмен Эшли, признаваясь в своей ответной любви к Скарлетт, всё же не может нарушить данное слово и отказаться от союза с кузиной. Скарлетт негодует и даёт Эшли пощёчину. Невольный свидетель сцены, в которой Скарлетт выглядит далеко не как леди, человек сомнительной репутации Ретт Батлер появляется перед Скарлетт с усмешкой и обещанием не давать истории огласки.
Поддавшись слепому гневу, Скарлетт принимает предложение Чарльза Гамильтона — брата Мелани, и всего через пару недель выходит замуж за него за день до свадьбы Эшли.
Начинается война. Чарльз Гамильтон умирает в госпитале от кори, даже не успев принять участия ни в одном сражении, Скарлетт производит на свет его сына, Уэйда Хэмптона. Скованная вдовством и южным этикетом 17-летняя Скарлетт ищет возможность скрасить своё безрадостное существование и едет в гости с сыном и служанкой Присси в Атланту к родственникам мужа. Она живёт в доме тётушки Питтипэт и Мелани, лелея надежду встретиться с Эшли во время его отпуска. Мелани обожает Уэйда и абсолютно искренне любит вдову покойного брата, Скарлетт же равнодушна к сыну от нелюбимого мужчины, а жену Эшли она тайно ненавидит, считая при этом глупой, бесцветной и трусливой.
В Атланте ей вновь встречается Ретт Батлер, который занимается контрабандой и прорывает блокаду. Ретт скрашивает её унылые будни, оказывая знаки внимания. Она не может причислить его к своим поклонникам, так как он насмешлив к ней, видит насквозь и постоянно выводит из себя. Однако ей приятно, что хоть с кем-то можно не притворяться. Ретт Батлер знакомится с Мелани и проникается к ней уважением, считая образцом истинной леди. Он получает доступ в дом Гамильтонов. В суматохе войны, когда все торопятся жить, Скарлетт идёт против принятых в обществе правил и снимает траур значительно раньше времени. В обществе судачат о Скарлетт, но ей всё больше и больше становится это безразлично, хотя она старается скрывать положение дел от матери.
Эшли приезжает в отпуск на Рождество, Скарлетт пытается объясниться с ним наедине, он признает, что по-прежнему любит её, но просит позаботиться о Мелани. Вскоре после его отъезда Мелани объявляет о своей беременности. В Атланту приходит известие о том, что Эшли пропал без вести. Благодаря Ретту Батлеру Мелани узнает, что он в жив, но находится в плену. Ретт всё больше наживается на контрабанде, ведет себя вызывающе по отношению к обществу Атланты. Однажды он вскользь предлагает Скарлетт стать его любовницей, а на гневный отказ отвечает смехом.
Жители покидают Атланту, к которой приближаются войска янки. Верная данному Эшли обещанию, Скарлетт вынуждена остаться подле ненавистной ей Мелани, беременность которой протекает тяжело. За день до падения Атланты на свет появился Бо Уилкс. Скарлетт, с трудом принявшая роды в одиночестве, обращается к единственному человеку, на которого может рассчитывать, Ретту Батлеру в надежде, что он сможет увезти их с детьми и Присси в Тару. Ретт крадет лошадь и вывозит их из горящего города, но на полпути в Тару оставляет, заявляя о намерении присоединиться к армии Конфедерации. В темноте на дороге он целует Скарлетт и признается ей в любви, но она слишком потрясена тем, что он уходит, оставляя их между двумя армиями, проклинает его и отталкивает…
Скарлетт, Мелани, детям и служанке Присси удаётся в целости добраться до Тары. Поместье уцелело, но рабы разбежались, из домашних слуг остались лишь верные Мамушка, лакей Порк и его жена-самбо Дилси. Во время недавнего сражения в Таре был размещен штаб янки, хозяйство было разграблено, из дома также вынесли всё ценное, урожай хлопка за несколько лет был сожжен. Сестры и мать Скарлетт незадолго до этого заразились тифом, девочки выздоровели, хотя и слабы. Сама Эллин скончалась, а отец, Джералд, потеряв горячо любимую жену и увидев надругательство над своим домом, повредился рассудком.

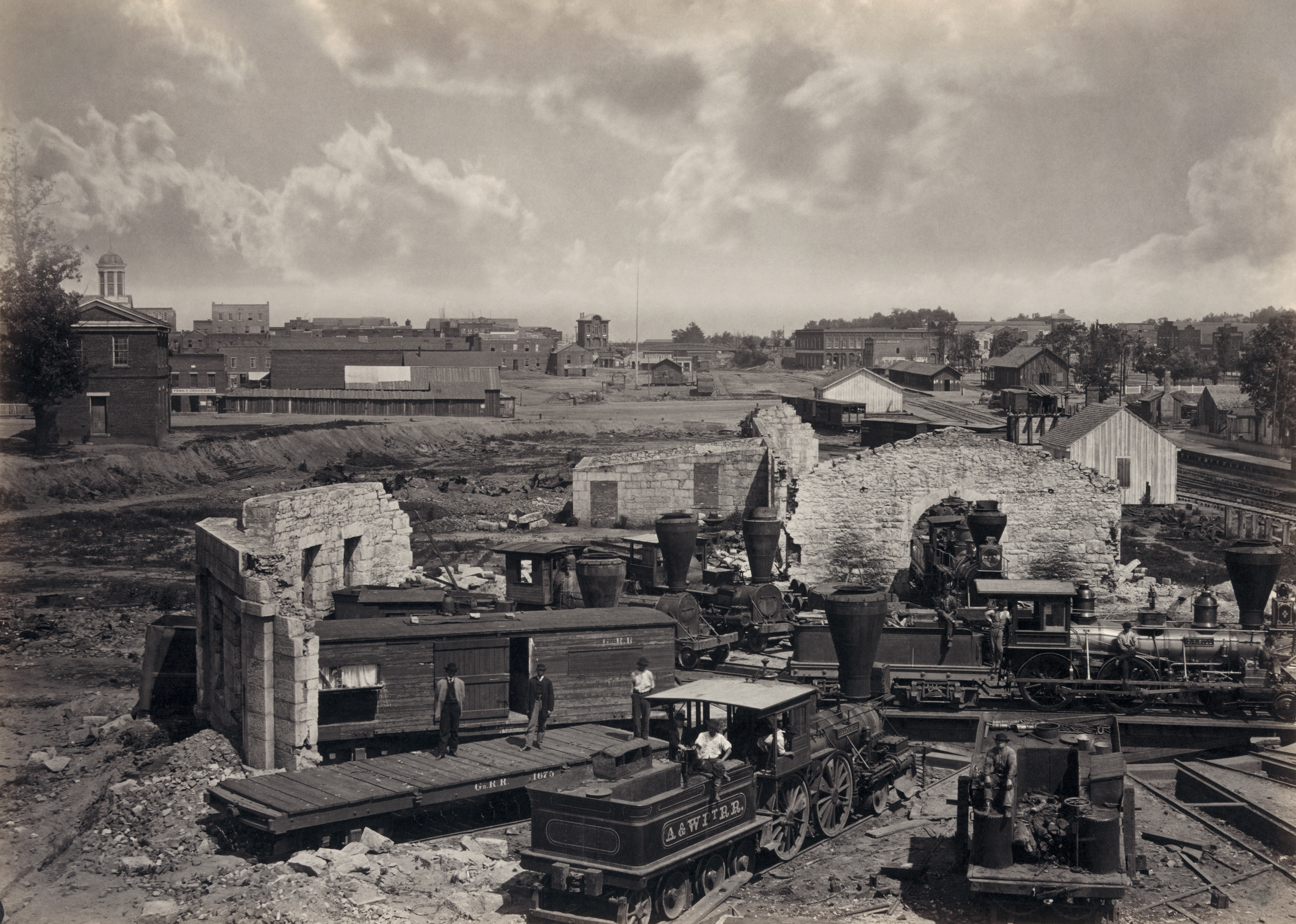
Руины железнодорожной станции Атланты вскоре после окончания Гражданской войны.

Скарлетт приходится взять на себя обязанности главы дома, чтобы выжить. Она даёт клятву, что пройдёт через все испытания, но никогда не будет голодать…
Она сама работает в поле, на огороде и заставляет работать других. Мелани остается в Таре, так как поместье Уилксов сожгли, она тяжело идёт на поправку. Дилси, сама недавно родившая, кормит Бо и младенец выживает.
Однажды, когда все члены семьи отсутствуют и в пустом доме остаются лишь Скарлетт, Мелани и дети, в Тару забредает дезертир-янки, который прибирает к рукам то немногое из ценностей, что остались у хозяев. Охваченная гневом и страхом, Скарлетт убивает янки из пистолета покойного Чарльза. Мелани же бросается ей на помощь, из последних сил схватив саблю Чарльза. Вдвоём они обыскивают карманы убитого, где находят деньги и немного ценных вещей. Затем Мелани помогает ей прятать труп. Скарлетт не в первый раз чувствует невольное уважение к тихой Мелани, постоянно обнаруживающей силу духа и здравый смысл.
Вскоре в Тару второй раз приходит армия янки, домашние прячутся на болоте, угоняют в лес живность, Мелани на лошади скачет предупредить соседей… Скарлетт, оставшись в доме с маленьким Уэйдом и крошкой Бо на руках, в одиночку противостоит всему отряду янки, наблюдая, как из дома выносят последнее. Ей удается спрятать деньги и драгоценности в пеленках младенца, а также отстоять саблю Чарльза для своего сына. После ухода солдат Скарлетт и Мелани тушат пожар, спасая подожженную Тару.
Война оканчивается. Скарлетт лишь рада этому, ведь теперь в Тару уже не придут войска противника, чтобы безнаказанно грабить. Однако её сестры и Мелани глубоко скорбят о гибели Конфедерации. Вскоре через Тару начинает течь бесконечный поток возвращающихся домой конфедератов. Всем им, по законам южного гостеприимства, приходится дать стол и ночлег, что неукоснительно исполняется, хотя Скарлетт с трудом сдерживает себя, наблюдая, как исчезают добытые тяжким трудом запасы.
В числе многих, очутившихся в те недели в Таре солдат, оказывается и Уилл Бентин, мелкий фермер, явно не относящийся к классу джентльменов, но разумный и деловой работник. Уилл остается в Таре, снимая со Скарлетт часть её бремени.
Ещё через несколько недель в Тару приходит и Эшли.
***
Победившие в войне янки диктуют свои условия существования. Поднятый налог на землю грозит продажей Тары с торгов. У Скарлетт нет денег, она ищет поддержки у Эшли, но тот не может ей ничем помочь: безупречный джентльмен, лишившись состояния, обнаруживает себя человеком, с трудом способным пробивать дорогу в жизни. Однако Скарлетт довольна и тем, что он по-прежнему любит её.
Чтобы добыть деньги Скарлетт решает ехать в Атланту на поиски Ретта Батлера, который, по слухам, сколотил нешуточное состояние и живёт в подымающемся из руин городе на широкую ногу. Чтобы он не догадался о бедственном положении в Таре, она шьёт себе новое платье из чудом уцелевших парадных портьер. В Атланте она узнает, что Ретт заключён в тюрьму, и предстает перед ним во всём блеске. Ретт искренне рад видеть её, он поддается её очарованию и почти верит, что она простила его и беспокоится о нём. Однако Скарлетт выдают натруженные руки, и Ретт с насмешкой отказывает ей в деньгах, которые всё равно не может обнаружить перед янки, пока находится в тюрьме. Почти отчаявшаяся Скарлетт случайно встречает жениха своей средней сестры, Сьюлин, Фрэнка Кеннеди, робкого с женщинами 40-летнего джентльмена, которому в царящей разрухе удалось тем не менее наладить работу лавки и скопить денег. У Скарлетт зарождается план женить его на себе ради получения средств на уплату налога, что ей удаётся всеми правдами и неправдами. Став миссис Кеннеди, она обнаруживает в себе предпринимательскую хватку — руководит магазином Фрэнка и покупает лесопилку, которая благодаря развернувшейся послевоенной стройке приносит хороший доход. Общение с освободившимся из заключения Реттом Батлером продолжается в прежней манере: несмотря на постоянные насмешки над Скарлетт, словесные перепалки и задирания, Ретт остается тем, с кем она может и пооткровенничать, и посоветоваться.
Из Тары приходит известие о смерти Джеральда. Скарлетт приезжает на похороны и узнает, что после её свадьбы с Фрэнком Сьюлин попыталась выбраться из бедности, убедив отца дать присягу верности федеральному правительству США, что позволило бы получить компенсацию за сожженный урожай хлопка и разрушенное хозяйство. Джералд, по-прежнему находившийся не в себе, почти согласился, но в последний момент к нему вернулось прежнее сознание, он разорвал присягу, проклял Сьюлин и, вскочив на первую попавшуюся лошадь, погиб, когда не смог перепрыгнуть на ней через изгородь и сломал себе шею. На похоронах Уиллу Бентину удаётся предотвратить все нападки на Сьюлин, он также сообщает, что женится на ней. Скарлетт рада этому, хотя и понимает, что Уиллу нравится младшая сестра, Кэррин, но та уезжает в монастырь, так и не оправившись после смерти любимого на войне.
Узнав о желании Эшли покинуть Тару и переехать на Север, чтобы попытаться построить самостоятельно свою независимую жизнь, Скарлетт уговаривает Мелани переехать в Атланту и устраивает Эшли работать на лесопилку. Эшли, осознающий, что это делает невозможным обретение им независимости, смиряется.
Мелани становится центром жизни Атланты. Она сохраняет в себе верность идеалам довоенной жизни, внутренне благородство и нравственность. Люди тянутся к Мелани, она бесконечно привечает нищих и убогих. Скарлетт же постоянно охвачена тревогой о своём благосостоянии, она боится, что лесопилку и лавку конфискуют, у неё не будет денег, она снова будет голодать… Скарлетт считает, что невозможно быть леди без денег и следовать заветам матери. Она не понимает, как Мелани не замечает, что жизнь изменилась.
У неё и Фрэнка рождается дочь Элла-Лорина, к которой она как и к Уэйду не чувствует особой любви. Несмотря на протесты Фрэнка, вскоре после родов Скарлетт возвращается к работе. Она вынуждена ездить одна в своей двуколке за город на лесопилку.
В один из дней на пустынной дороге на Скарлетт нападают бандиты — вольный негр и бывший солдат янки. Несмотря на то, что ей удаётся спастись, посягательство на белую женщину приводит к набегу ку-клукс-клана на лагерь вольных негров. Скарлетт с ужасом узнает, что всегда робкий Фрэнк и Эшли состоят в клане, а также о том, что их нападение на лагерь с нетерпением ждут военные власти, желая задержать южан с поличным. Благодаря вмешательству Ретта Батлера, удается предотвратить арест членов клана, но Эшли ранен, а Фрэнк погиб в перестрелке. Скарлетт охвачена муками совести, считая себя виновной в смерти Фрэнка, которого сделала несчастным и довела до гибели. Ретт приходит к ней после похорон, успокаивает и неожиданно делает Скарлетт предложение, которое она принимает.
Брак с Реттом не похож на брак с Чарльзом или Фрэнком, он не боится Скарлетт, его забавляет проснувшаяся в ней жажда к роскоши, отсутствие у неё вкуса, умения разбираться в новых знакомых, ведь уставшая от бедности и осуждения старых друзей, Скарлетт окружает себя нуворишами-янки.
Вскоре у супругов рождается дочь, Юджини-Виктория, получавшая домашнее прозвище Бонни Блу. Ретт, хорошо ладивший со старшими детьми супруги, души не чает в Бонни, потакая ей во всём, без удержи балуя и гордясь ей. Он осознает, что ради дочери надо реабилитироваться перед обществом. Скарлетт же продолжает вращаться среди пришельцев с Севера. Противоречия между четой Батлер растут. Вздыхающая по Эшли Скарлетт принимает решение спать с Реттом в разных спальнях и больше не иметь детей… Тот с деланным безразличием принимает это, сосредоточив свою жизнь вокруг Бонни.
Вскоре в результате нелепости в городе подымается волна слухов о том, что Эшли и Скарлетт состоят в связи. Однако Мелани категорически отвергает возможность подобного, даже если для этого надо порвать с близкими родственниками. Снедаемый ревностью Ретт напивается и силой принуждает Скарлетт провести с ним ночь. Неожиданно для себя она осознает, что её чувство к Эшли изменилось и не доставляет уже прежнего восторга, а произошедшее с Реттом принесло удовольствие. Однако наутро Ретт предстаёт перед ней по-прежнему безразличным и оповещает о своём отъезде из города вместе с Бонни. Через два месяца он возвращается, чтобы узнать от Скарлетт, что она беременна. Между супругами происходит ссора, в ходе которой Скарлетт, оступившись, падает с лестницы и теряет ребёнка. Ретт рыдает на руках у Мелани, исповедуясь ей в своей любви к Скарлетт и её к нему безразличии. Однако после выздоровления Скарлетт, супруги не находят возможности преодолеть отчуждения. Однако Ретт с помощью Мелани организует интригу, в ходе которой Скарлетт неожиданно для себя продает Эшли свои лесопилки. О том, что деньги на покупку дал Ретт, ни Эшли, ни Скарлетт не подозревают.
4-летняя Бонни, копия Джералда О’Хара, ни в чем не знает удержу и страстно предается новому увлечению — верховой езде. В результате трагической случайности девочка погибает также, как и Джералд, вылетев из седла.
Смерть малышки окончательно отдаляет супругов друг от друга.
Слабая здоровьем Мелани умирает после выкидыша, завещая Скарлетт присматривать за Эшли и Бо, а также быть добрее к Ретту, который её очень любит. У её смертного одра Скарлетт осознаёт, что давно любит Мелани, свою единственную подругу, которая являлась такой же безупречной леди, какой была умершая Эллин. Также она понимает, что её любовь к Эшли уже давно химера, за которую она цеплялась из упрямства. Она бежит домой, к Ретту, единственному человеку, который знал её и продолжал любить такой, какая она есть. Однако Ретта она застаёт укладывающим вещи: он признаёт тщетность своих прошлых попыток вызвать любовь, которая угасла в нём после многих трагических событий. Он готов дать Скарлет свободу и покидает Атланту. После ухода Ретта Скарлетт собирается с духом и готовится продолжить борьбу:

Я подумаю обо всём этом завтра, в Таре. Тогда я смогу. Завтра я найду способ вернуть Ретта. Ведь завтра уже будет другой день.

## Герои

### Скарлетт О’Хара
Главная героиня. В начале романа ей 16 лет, она — кокетка, наследница богатого поместья, окружённая любовью и заботой родителей и многочисленных слуг.
Её главная цель — стать женой Эшли Уилкса. Начинается война, и Скарлетт постепенно взрослеет: сначала она теряет шанс выйти за Эшли, становится женой обожающего её, но абсолютно безразличного ей самой Чарльза Гамильтона, вскоре становится вдовой.
Она начинает испытывать тяжесть социальных обязательств: ношение траура по нелюбимому мужу, обязанности восхвалять Правое Дело, в котором для неё нет ничего святого. Пережив рухнувшие мечты отрочества, смерть близких, Гражданскую войну 1861—1865 гг., Реконструкцию Юга, в конце романа (1873 год) Скарлетт — женщина, потерявшая друзей, любовь, любимое дитя, родителей, поддержку в глазах общества — не сдаётся. Одно из самых больших потрясений Скарлетт испытывает, когда понимает, что долгие годы её любви к Эшли — пустая детская мечта, которая не имеет ничего общего с тем, кому истинно принадлежит её сердце.
Она говорит себе, что «завтра будет новый день», когда она сумеет всё исправить, все ошибки и глупости в своей жизни. Главное в её характере — это жизненная хватка, стойкость и сила.

### Ретт Батлер
Мужчина, пренебрегающий порядками и мнением общества, привлекателен и богат. Циничен, храбр, решителен и предприимчив, порой жесток. Для достижения успеха в делах не склонен выбирать средства. Его репутация оставляет желать лучшего, однако это необычайно умный, мудрый, иногда проявляющий невероятную деликатность человек, понимающий и ценящий душевную красоту людей (например, Мелани Уилкс) и умеющий любить.
По ходу сюжета раскрывается сложность характера Ретта, который в молодости восстал против традиционного уклада и своей семьи, однако он может осознать, что этот уклад всё равно превалирует над ним и во многом определяет его поступки, но на этот раз уже добровольные.
В Скарлетт его помимо внешности привлекает её темперамент, здравый смысл и сила духа. В её неодобряемых окружающими поступках он видит отражение своего личного бунта.
При этом он видит её эгоизм и безразличие к людям, и скрывает свою любовь под насмешками и уверениями, что его интересует только её тело.
С рождением дочери Ретт являет себя любящим отцом, так же показано насколько сильно отцовство меняет его отношение к обществу и жизни.

### Эшли Уилкс
Первая любовь Скарлетт, длившаяся, как она считала, более 14 лет (с 14 до 28-летнего возраста Скарлетт).
Это человек, долгое время живший в своём собственном мире. Хотя он был одним из лучших стрелков, наездников и карточных игроков Джорджии, его гораздо больше влекла литература, поэзия и философия. Заниматься всем этим ему позволял статус богатого плантатора и рабовладельца.
Эшли был против войны, однако отправился на фронт.
На войне он проявил себя как умелый и отважный офицер, получил ранение и попал в плен.
После войны он остался ни с чем: рабы получили свободу, а плантация была уничтожена войной. Во время Реконструкции, когда стали важны деловая хватка, предприимчивость и, отчасти, беспринципность, он растерялся. Он оказался абсолютно неприспособленным к новому миру. Он прекрасно осознаёт это, в связи с чем ему приходится ещё тяжелее. Не будь Скарлетт, как признавался Эшли ей, он канул бы в небытие, как и множество других когда-то богатых и могущественных плантаторов Юга. Не одобрял идей Ку-Клукс-Клана, но состоял в нём.
Он должен был жениться на своей кузине Мелани Гамильтон, и женится на ней, осознавая их духовное родство, но не может преодолеть физического влечения к Скарлетт, которое та принимает за глубокие чувства. На самом деле Эшли не может разобраться, что всю жизнь любил только Мелани, а Скарлетт лишь желал. Понял он это только после смерти жены.
На протяжении всего романа он постоянно противопоставляется Ретту Баттлеру (устами Скарлетт, Мелани и самого Ретта). Несмотря на то, что Ретт старше Эшли почти на 15 лет, их роднит воспитание, образование, социальный статус и глубокое понимание происходящего. Однако Ретта реальность не страшит, а Эшли отталкивает. Противоположно они смотрят на долг, честь и совесть, на общепринятые нормы и мораль. Эшли не может заставить себя переступить через них, даже осознавая их ошибочность; Ретт откровенно плюет на всё, что идет вразрез с его собственным мнением.
Это проявляется в схожих ситуациях, в которые попадают герои. От Эшли все ждут, что он возьмет в жены свою кузину, и он делает это, хотя перед свадьбой признаётся в любви Скарлетт. Ретт же отказывается жениться на девушке, которой, согласно всеобщему убеждению, обязан был сделать предложение. Когда начинается война, Эшли идёт сражаться, хотя не разделяет её целей (заявляет, что освободил бы своих рабов после смерти отца), в то время как Ретт также не идёт на фронт и решает заняться контрабандой резко подорожавших из-за войны товаров. Для зарабатывания денег Эшли стыдится использовать труд бичуемых каторжников или принимать денежную помощь от женщины, в то время как Ретт спокойно зарабатывает занятиями, презираемыми людьми его круга — профессиональной карточной игрой, торговлей (в том числе с презираемыми им людьми). В отношениях со Скарлетт Эшли отказывается от неоднократно предлагаемых ею же брака, совместного бегства или интимной близости, хотя даёт понять, что хочет этого, но превыше своих желаний ставит интересы чести; Ретт же, не колеблясь, сам сначала предлагает Скарлетт стать его любовницей, а после женой.
Фактически, колебания Эшли зачастую лишены благородства, что он осознает, например, коря себя за то, что он не может отказаться от Скарлетт, но и не может ответить на её желания.
Мелани Гамильтон Уилкс
Сестра Чарльза Гамильтона, первого мужа Скарлетт. Жена и дальняя кузина Эшли. Добрая, честная и любящая, воплощение настоящей леди не только в смысле происхождения и воспитания, но также душевных и моральных качеств. Застенчива и целомудренна, милосердна, щедра и добра. Однако при этом решительная и смела. Сильная духом и цельная натура. Образована, любит литературу и музыку, что роднит её с мужем.
Любит Скарлетт, отметая все сплетни и всегда находя для неё оправдание.
При всей своей деликатности и воспитанности не боится демонстрировать независимость мышления, возражать признанным авторитетам, когда внутренне убеждена в их неправоте. Постепенно это начинает признавать даже настроенная против неё Скарлетт.
Любит детей, души не чает в своём Бо, а также в детях Скарлетт. Вопреки советам врача идёт ещё на одну беременность, заканчивающуюся выкидышем и смертью Мелани.
Благодаря своему воспитанию и редким душевным качествам, Мелани становится наиболее авторитетной фигурой в Атланте, хотя сама и не замечает это. Пользуется уважением и приязнью людей более старших.

### Остальные
- Чарльз Гамильтон — один из воздыхателей Скарлетт, образованный, застенчивый молодой человек, благодаря стечению обстоятельств ставший её первым мужем, не подозревающим, что она вышла за него, чтобы отомстить Эшли. Вскоре после свадьбы со Скарлетт отбывает на фронт. Позже приходит письмо о скорой смерти Чарльза от кори, осложнившейся пневмонией.
- Сьюзен-Элинор (Сьюлин) О’Хара Бентин и Кэролайн-Айрин (Кэррин) О’Хара — младшие сёстры Скарлетт. После окончания войны кроткая Кэррин, всю жизнь любившая погибшего при Гёттисберге Брента Тарлтона, одного из поклонников Скарлетт, отправляется в монастырь в Чарльстоне. А Сьюлин, которая никак не могла простить Скарлетт то, что та отбила у неё жениха Фрэнка Кеннеди, выходит за Уилла Бентина — солдата Конфедерации, который остаётся в Таре и помогает по хозяйству.
- Фрэнк Кеннеди — жених Сьюлин, старше её почти на 25 лет, ставший вторым мужем Скарлетт. До войны — один из самых богатых землевладельцев Джорджии, во время — интендант, после — владелец лавки. Член ку-клукс-клана, убит во время налёта на палаточный городок вольных негров.
- Борегар (Бо) Уилкс — сын Эшли и Мелани. Родился в Атланте в день её падения 1 или 2 сентября 1864 года.
- Уэйд Хэмптон Гамильтон — сын Скарлетт и Чарльза. Назван в честь командира кавалерии армии Юга Уэйда Хэмптона III. Тихий ребёнок, который чтит память отца, любит и очень боится мать.
- Элла Лорина Кеннеди — дочь Скарлетт и Фрэнка.
- Юджиния Виктория (Бонни Блу) Батлер — дочь Скарлетт и Ретта. Прозвище «Бонни Блу» получила от Мелани, которая сказала, что глаза малышки такие же голубые, как бывший флаг Конфедерации. Своенравная, избалованная отцом, но добрая и храбрая девочка. Трагически погибает в 4 года.
- Джеральд О'Хара - выходец из бедной ирландской семьи О'Хара, владелец графства Мит в Старом Свете, эмигрировал в Джорджию по настоянию двух своих старших братьев, Джеймса и Эндрю, в возрасте 21 года в 1821 или 1822 году. Какое-то время работал в лавке Джеймса и Эндрю, выполняя роль бухгалтера, однако Джеральд захотел иметь свою усадьбу и свою плантацию и не желал работать на своих братьев. Выиграл свою первую усадьбу на побережье Атлантического океана, где он жил около десяти лет. Затем выиграл участок, на котором основал Тару, где проживал до конца своих дней. Муж Эллин , отец Скарлетт, Сьюлин, Кэррин и трёх сыновей, умерших в младенчестве. После смерти Эллин Джеральд сломался духом, погиб после падения с лошади, перепрыгивая через изгородь.
- Эллин О'Хара (урождённая Робийяр) - дочь французского солдата наполеоновской армии Пьера Робийяра и Соланж Робийяр, сестра тётушек Евлалии и Полин, жена Джеральда О'Хара, который старше её самой на 28 лет. Мать Скарлетт, Сьюлин, Кэррин и трёх умерших в младенчестве сыновей. Умерла от брюшного тифа.
- Тетушка Евлалия (урождённая Робийяр) - жительница Саванны, дочь французского солдата наполеоновской армии Пьера Робийяра и Соланж Робийяр, сестра Эллин и тётушки Полин.
- Тетушка Полин (урождённая Робийяр) - жительница Саванны, дочь французского солдата наполеоновской армии Пьера Робийяра и Соланж Робийяр, сестра Эллин и тётушки Евлалии.
- Соланж Робийяр - француженка, выходила замуж трижды, один из её браков был с Пьером Робийяром. Мать Евлалии, Полин и Эллин. Бабушка Скарлетт, Сьюлин, Кэррин и остальных внуков. Прабабушка Уэйда, Эллы, Бонни и остальных правнуков.
- Пьер Робийяр - француз, офицер наполеоновской армии, богатый аристократ. Муж Соланж Робийяр, отец Евлалии, Полин и Эллин. Дед Скарлетт, Сьюлин, Кэррин и остальных внуков. Прадед Уэйда, Эллы, Бонни и остальных правнуков.
- Джим Тарлтон - плантатор, владелец поместья Прекрасные Холмы, муж Беатрисы Тарлтон, отец Тома, Бойда, Брента, Стюарта, Хэтти, Камиллы, Рэнды и Бетси. Воевал во время Гражданской войны и вернулся домой. После войны так и продолжал заниматься плантациями.
- Беатриса Тарлтон - жена плантатора и владельца Прекрасных Холмов Джима Тарлтона, мать Тома, Бойда, Брента, Стюарта, Хэтти, Камиллы, Рэнды и Бетси. В прошлом юную Беатрису мать хотела отдать её замуж по традиции, установленной Уилксами, Гамильтонами, Бэррами (миссис Тарлтон была их родственницей) о вступлении в брак двоюродных и троюродных братьев и сестёр между собой, за её троюродного брата. Однако будущая миссис Тарлтон не захотела этого брака и при помощи своей бабушки, поддерживавшей свою внучку, сбежала из родительского дома. Очень сильно любила лошадей и жеребцов, особенно лошадку по имени Нелли и имела завод по разведению лошадей. Впадала в отчаяние и ломалась после сожжения янки Прекрасных Холмов и гибели сыновей во время Гражданской войны. В конце второй части "Унесённых ветром" становится известно, что у неё появились лошади, от которых она пришла в восторг, и также помогала вместе с Хэтти и Бетси с её мужем мистеру Тарлтону заниматься плантациями.
- Том Тарлтон
- Бойд Тарлтон
- Брент (Брентон) Тарлтон -
- Стюарт Тарлтон -
- Хэтти Тарлтон
- Камилла Тарлтон
- Рэнда Тарлтон
- Бетси Тарлтон
- Бабуля Фонтейн - жена доктора Фонтейна-старшего, мать доктора Фонтейна-младшего, свекровь Джейн Фонтейн, бабушка Алекса, Тони и Джо-старшего, прабабушка Джо-младшего. В возрасте Скарлетт она пережила смерть своей матери и своих братьев и сестёр от рук нападавших индейцев, сама при этом спаслась чудом от смерти, спрятавшись за кустами и добравшись через болота к ближайшей усадьбе, лежавшей в тридцати милях от её дома. Там и познакомилась со своим будущим супругом, который вылечил и выходил от ран. В начале "Унесённых ветром" бабуле Фонтейн около восьмидесяти лет. Умерла в конце второй части, пережив своего Фонтейна-старшего на сколько там лет. Предполагаю, был основателем усадьбы Мимоза
- Доктор Фонтейн-старший - муж бабули Фонтейн, отец доктора Фонтейна-младшего, свёкор Джейн Фонтейн, дед Алекса, Тони и Джо-старшего, прадед Джо. Во время Гражданской войны Севера и Юга лишился руки. Фонтейн-старший ещё один доктор, помимо доктора Мида, который заявил, что Мелани не следовало иметь детей по здоровью и строго-настрого запретил ей рожать. Умер во второй части "Унесённых ветров".
- Алекс Фонтейн
- Тони Фонтейн
- Джозеф К. (Джо) Фонтейн - старший сын мистера Фонтейна и Молодой Хозяйки, старший внук дедушки и бабули Фонтейн, старший брат Тони и Алекса, муж Салли Манро, отец Джо Фонтейна-младшего. Во время Гражданской войны был рядовым. Погиб в битве при Гёттисберге в 1863 году.
- Хью Калверт - плантатор и владелец усадьбы Сосновые Кущи, муж Первой миссис Калверт и второй миссис Калверт, которая была янки, отец Рэйфорда, Кэйда и Кэтлин от первого брака и четырёх дочерей от второго брака. Погибает во время Гражданской войны.
- Рэйф (Рэйфорд) Калверт - сын Хью Калверта от первого брака, брат Кэйда и Кэтлин. Во время Гражданской войны Погиб во время сражения при Гёттисберге в 1863 году.
- Кэйд Калверт - сын Хью Калверта от первого брака, брат Рэйфорда и Кэтлин. Один из поклонников Скарлетт. Ему удалось пережить войну, однако он по возвращении домой заболевает и умирает.
- Кэтлин Калверт - дочь Хью Калверта от первого брака, сестра Рэйфорда и Кэйда. Единственная из всех девушек семейств-друзей О'Хара, которая дружила со Скарлетт. После смерти отца и братьев она выходит замуж за их бывшего управляющего Хилтона и уезжает вместе с ним в Атланту.
- Джон Уилкс - плантатор, владелец поместья Двенадцати Дубов, вдовец, отец Эшли, Индии и Милочки. Очень гостеприимный человек. Умер в возрасте семидесяти лет во время осады Атланты.
- Индия Уилкс - старшая дочь Джона Уилкса, сестра Эшли и Милочки. Всем сердцем любила Стюарта Тарлтона. Осталась старой девой. Позже после войны жила у тётушки Питти в Атланте.
- Милочка Уилкс - младшая дочь Джона Уилкса, сестра Эшли и Индии.
- Сара Джейн Гамильтон, она же Питтипэт Гамильтон или просто Питти
- Мистер Генри Гамильтон - юрист Атланты, брат мисс Питтипэт Гамильтон. Из-за своей ссоры с сестрой отдалился от неё.
- Доктор Мид - высокоуважаемый и очень ценный лечащий врач в Атланте. Доктор Мид выражал желание отправиться на фронт быть военным врачом Конфедератов, однако его не отпустили не только жена, но и все жители Атланты.
- Миссис Мид - супруга доктора Мида и мать его двоих сыновей: Дарси и Фила
- Дарси Мид - старший сын доктора Мида и миссис Мид, старший брат Фила. Воевал на стороне Конфедератов. Погиб на во время сражения при Гёттисберге в 1863 году.
- Фил Мид - младший сын доктора Мида и миссис Мид, младший брат Дарси. Как до гибели своего брата, так и после, он пытался попасть на войну на стороне Конфедератов, однако никто не позволил ему идти воевать. Однако Фил получает ранение во время осады Атланты и погибает.
- Доктор Фонтейн
- Миссис Долли Мэрриуэзер - жительница Атланты, одна из трёх главных активисток столицы Джорджии, невестка дедушки Мерриуэзера, жена мистера Мерриуэзера, мать Мейбелл, тёща Рене, бабушка ребёнка Мейбелл. Во время осады Атланты отказалась покидать город и продолжала помогать раненым в госпитале. После войны миссис Мерриуэзер вместе со свёкром, дочерью и зятем, чтобы выжить в тяжёлые годы Реконструкции, развернула деятельность по выпечке и продаже пирогов и булочек.
- Мейбелл Мерриуэзер
- Миссис Элсинг
- Фанни Элсинг
- Миссис Уайтинг
- Салли Манро
- Лафайет Манро
- Димити Манро
- Рене Пикар
- Джо Фонтейн-Манро
- Джонас Уилкерсон
- Эмми Слэттери
- Старик Макри
- Хилтон
- Большой Сэм
- Уилл Бентин
- Дедушка Мерриуэзер

## Название романа

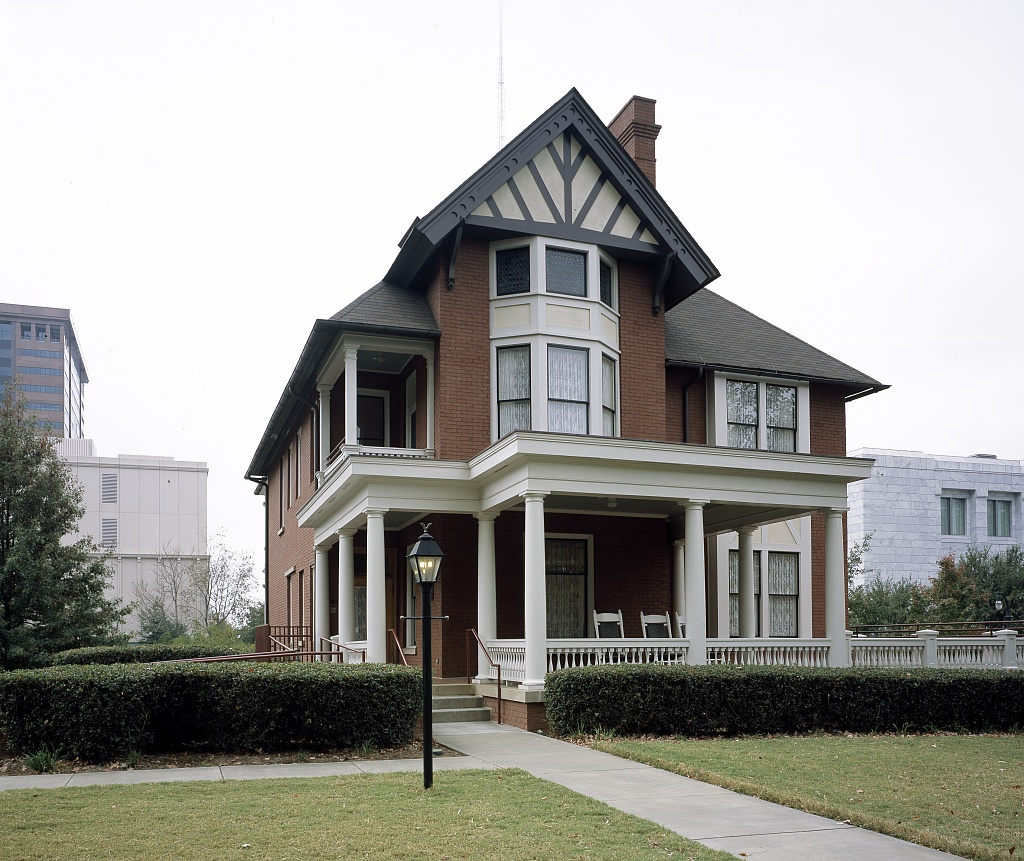
Дом в Атланте, где Маргарет Митчелл писала роман, сегодня является музеем.

- Сначала автор планировала назвать роман «Tote Your Heavy Bag» или «Tomorrow is Another Day».
- Название «Gone with the Wind» основывается на третьей строфе стихотворения Эрнеста Доусона «Non Sum Qualis eram Bonae Sub Regno Cynarae»[1]:

| Эрнест Доусон | Перевод Г. М. Кружкова |
| --- | --- |
| I have forgot much, Cynara! gone, gone with the wind, Flung roses, roses riotously with the throng, Dancing, to put thy pale, lost lilies out of mind; But I was desolate and sick of an old passion, Yea, all the time, because the dance was long: I have been faithful to thee, Cynara! in my fashion | Я многое забыл. Как будто вихрь унёс Веселье, буйство, смех, лиловый блеск чулок, И танцы до утра, и мусор смятых роз; Я так измучен был моей любовью старой; Из памяти я гнал немой упрёк: Но я не изменял твоей душе, Кинара. |

## Коммерческий успех

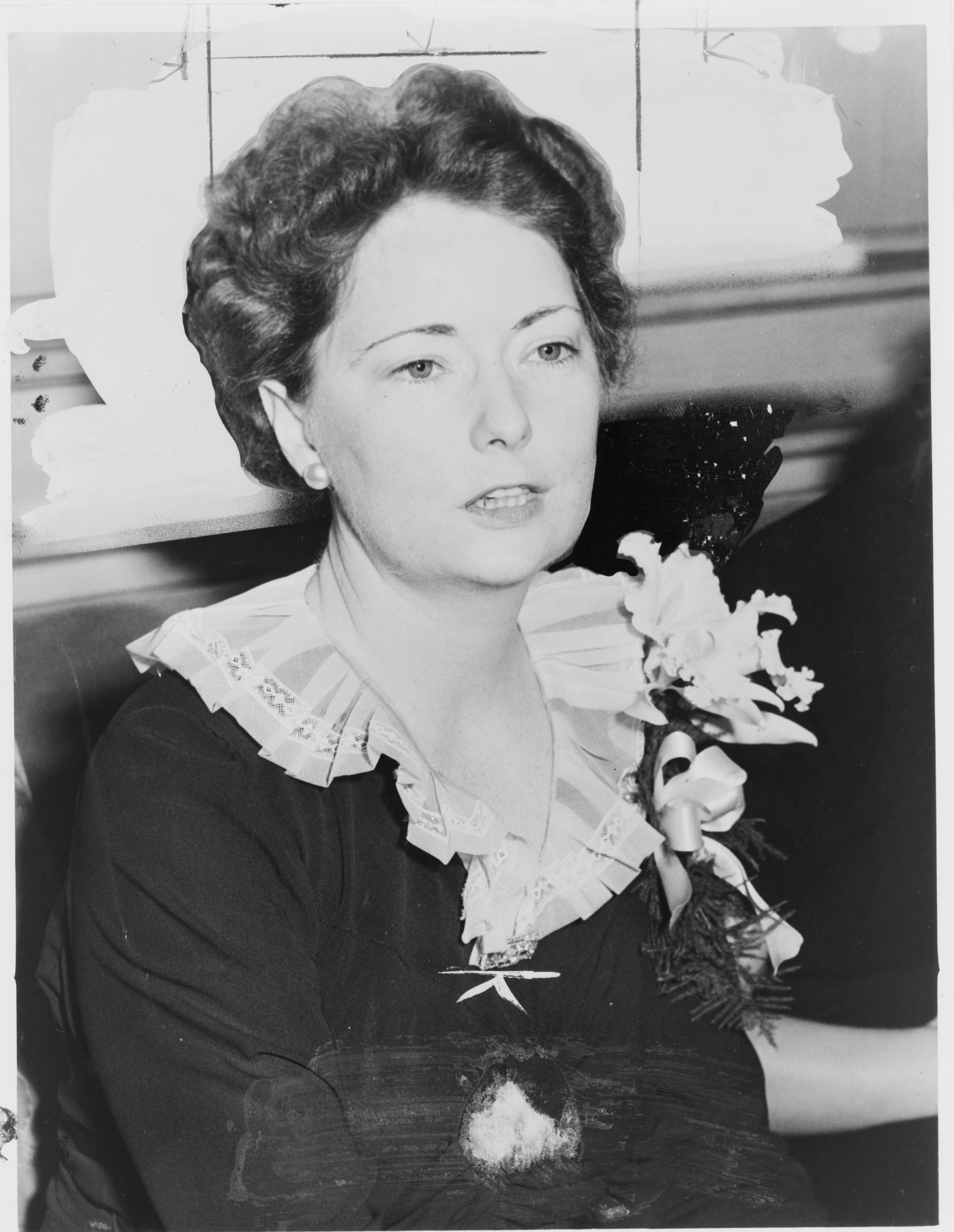
Маргарет Митчелл в 1941 году

Роман имел феноменальный успех у читателей на родине и за границей. В первые три недели было продано 176 тысяч экземпляров, через год 1 млн 176 тысяч, а за первые десять лет только английский оригинал разошелся тиражом в 3 500 000 экземпляров.

…как в США, так и за границей роман Маргарет Митчелл в финансовом отношении оказался «книгой века».
— Литературная история Соединенных Штатов Америки. Т. III, с. 390
В Германии к 1941 году роман разошёлся в количестве 360 693 экземпляров, после чего книга была изъята из продажи, в связи с объявлением войны США, «не удовлетворив всех желавших приобрести её». Во франкистской Испании американские книги находились под подозрением, и «Унесённые ветром» были изданы только в 1943 году.

Однако «Унесенные ветром», со временем вышедшие во всех европейских странах и читавшиеся по обе стороны фронта в первые годы второй мировой войны, так и не увидели света в Советской России.
— Литературная история Соединенных Штатов Америки. Т. III, с. 520
Первый русский перевод, выполненный неизвестным автором, публиковался начиная с лета 1941 года по частям в эмигрантском журнале «Рубеж» под названием «Канувшее в Лету» (осталось неизвестным, был ли он опубликован целиком, потому что в 1945 году журнал закрылся). Конкретно в СССР роман был издан только в 1982 году издательством «Художественная литература» в двух томах: первый том был переведён Татьяной Озерской, второй — Татьяной Кудрявцевой.
В Японии, где международное право не имело силы, договорённость, достигнутая в первое президентство Рузвельта, позволяла переводить любую американскую книгу, не уведомляя её автора. Право первого издателя в этой стране также не уважалось, поэтому в Японии вышло пять различных искажённых переводов.
В гоминьдановском Китае в Шанхае каждый книжный магазин имел право продавать собственные издания, и «Унесённые ветром» вышли в одном или нескольких неавторизованных переводах. Всего в Китае к 2011 году было выпущено 24 издания романа.
По результатам опроса Harris Poll в 2008 роман Маргарет Митчелл оказался второй по популярности книгой в США после Библии.
Опрос показал, что роман имеет наибольшую популярность среди женщин, лиц в возрасте 44 лет или более, южан обоего пола и среднезападников, как белых, так и латиноамериканцев, а также тех, кто не учился в колледже. По опросам Harris Poll 2014 года «Унесённые ветром» оставались в Соединенных Штатах книгой номер два, обойдя по популярности романы Джоан Роулинг.
Всего, по подтверждённым данным, к 2010 году в мире было официально издано 30 млн экземпляров романа.

## Критика
Мнения критиков в первые годы после издания книги были неоднозначны. Большие споры вызывало само определение жанра этого произведения, которое можно одновременно отнести к категориям исторического, любовного, авантюрного романа, а также романа-эпопеи.
Литераторы и критики американского Юга, за исключением С. Янга, давшего положительную оценку, проигнорировали появление романа, а мнения критиков-северян разделились: одни считали «Унесённые ветром» превосходным образцом реалистической прозы, достоверно изображающим эпоху Гражданской войны и Реконструкции Юга, другие — продолжением плантаторского мифа о счастливом Юге.
Скотт Фицджеральд, который осуществлял редакцию сценария картины «Унесенные ветром», после знакомства с романом отозвался о нём как о «хорошем», но «не очень оригинальном и во многом повторяющем „Повесть о старых женщинах“, „Ярмарку тщеславия“ и всё, что было написано о Гражданской войне. В нём нет ни новых персонажей, ни форм, ни оригинальных выводов, словом, ни одного из элементов, из которых складывается настоящая литература, и в особенности никакого свежего подхода к анализу человеческих чувств. Вместе с тем это интересное произведение, удивительно искреннее, честное и в целом талантливо написанное. Я не смотрю на него с пренебрежением, мне лишь жаль тех, кто рассматривает его как высшее достижение человеческой мысли». В 1940 году, в письме своей дочери Скотти, он отнёс роман к литературе, которая находится «в верхних слоях беллетристики для развлекательного чтения».
Известный критик Луи Д. Рубин-младший, отмечая банальность характеров и композиции, дал роману следующую характеристику:

Роману Митчелл присущи необходимые размах и амплитуда, но писательница потерпела неудачу в создании характеров. Под часто богатой и блистательной поверхностью романа, позади его событий больше нет ничего.
— 
Флойд К. Уоткинс в эссе «„Унесённые ветром“ как вульгарная литература» определил книгу Маргарет Митчелл, как плохой роман, лишённый настоящих литературных достоинств, заодно раскритиковав решение Пулитцеровского комитета, отдавшего «Унесённым ветром» предпочтение перед романом Фолкнера «Авессалом, Авессалом!».
Фредерик Бегбедер в своем опусе «Лучшие книги XX века. Последняя опись перед распродажей» был вынужден посвятить роману несколько ироничных абзацев, поскольку тот занял 38-е место в рейтинге 100 книг века по версии Le Monde (Бегбедер связывает это с популярностью фильма).

За всяческими литературными экспериментами и формалистическими новациями XX век начал постепенно забывать о главной задаче романиста: он должен в первую очередь просто-напросто рассказывать истории, повествовать о приключениях и роковой любви, придумывать благородных героев, как, например, это делал Александр Дюма, и посылать их бегать по лугам и скакать галопом (или, наоборот, скакать по лугам и бегать галопом), а также целоваться посреди пылающего города, как Скарлетт О’Хара и Ретт Батлер. Романтика требует, чтобы все это скакало галопом, целовалось, разлучалось, снова встречалось и снова целовалось!
— Бегбедер Ф. Лучшие книги XX века. Последняя опись перед распродажей. № 38. Маргарет Митчелл «Унесённые ветром» (1936)
Тем не менее,

…всё-таки это очень слащавое сочинение с устаревшими приёмами — историческая фреска, война, убивающая людей, герой — циничный красавец, героиня — юная влюбленная гусыня, чьей идеальной любви угрожает людское безумие… Поистине, со времени изобретения кинематографа стало ясно, что такие истории, скорее всего, изжили себя в современной литературе. (…) Это книга позапрошлого века!
— Бегбедер Ф. Лучшие книги XX века. Последняя опись перед распродажей. № 38. Маргарет Митчелл «Унёсенные ветром» (1936)
И. Б. Архангельская отмечает, что роман написан на стыке разных жанров и в парадоксальной манере, придающей важным лирическим сценам откровенно фарсовый финал, что является любопытным литературным приёмом писательницы, не дающим произведению скатиться до уровня тривиального любовно-авантюрного романа. Исторические реалии показаны весьма точно, и Флойд К. Уоткинс, специально выискивавший в книге фактические ошибки, обнаружил лишь несколько мелких погрешностей. При этом Митчелл не считала себя знатоком военного дела, и от описания батальных сцен (кроме марша Шермана к морю и падения Атланты) благоразумно воздержалась.

К своей главной героине автор относится вполне критично, подчёркивая отсутствие благородства и прагматизм, и строя характер Скарлетт на сочетании контрастов (доброта и алчность, лицемерие и честность, изнеженность и трудолюбие), непредсказуемости поведения и безусловной верности родовому гнезду, которое она готова спасать любой ценой.

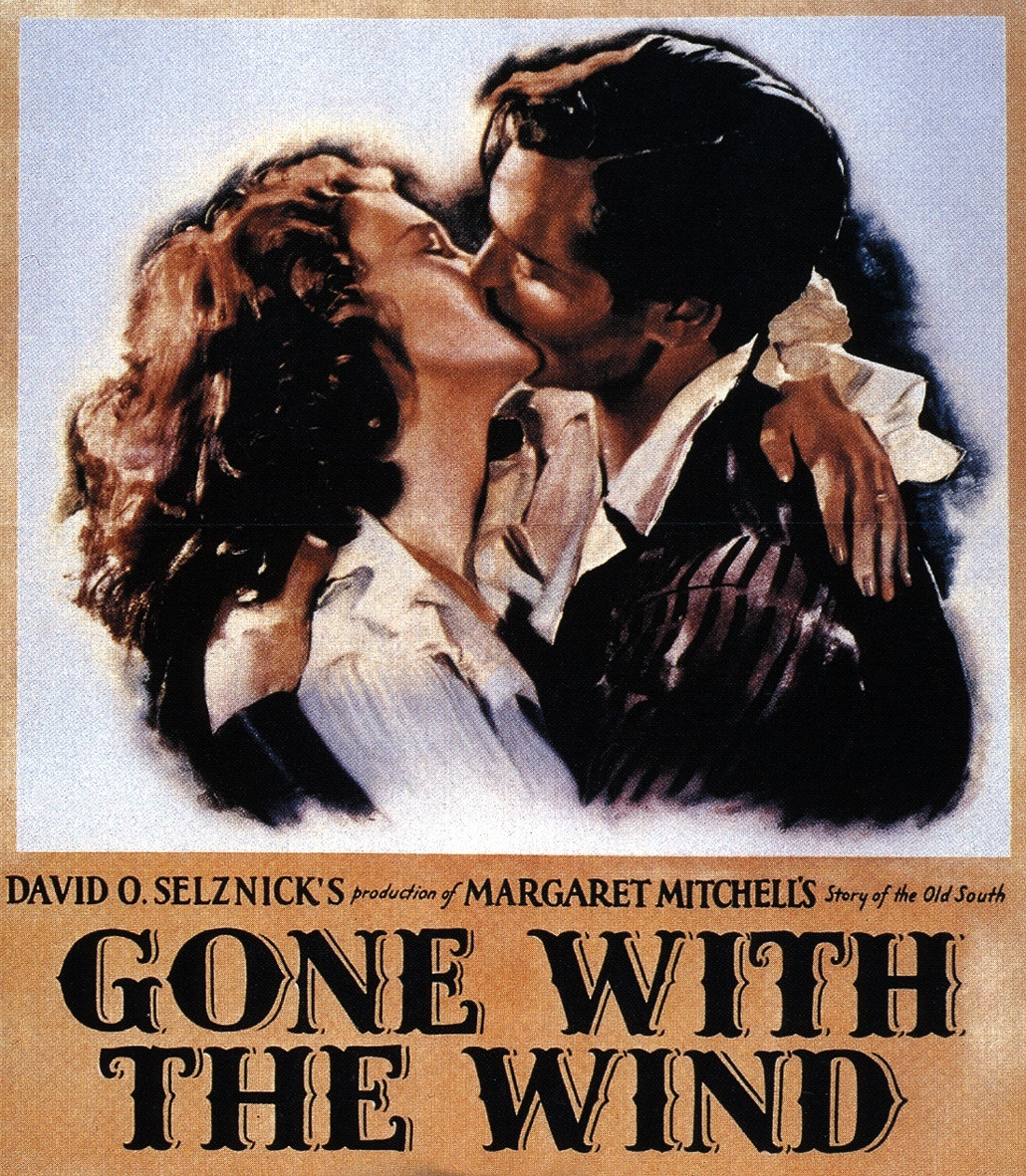
Постер к экранизации романа, 1939 год

Относительно тезиса о принадлежности к традиции так называемого мифа о Старом Юге, вполне естественной для писательницы, оба деда которой сражались в армии конфедератов, исследователи указывают, что «Унёсенные ветром» представляют собой наиболее известную контроверзу роману Гарриет Бичер-Стоу «Хижина дяди Тома», противопоставляя мифу о жестоком и бесчеловечном Юге миф о Юге прекрасном и счастливом.
«Унесенные ветром» изображают довоенный Юг безмятежной идиллией, которую жестоко разрушили Гражданская война и Реконструкция", — отмечает д-р социол. наук Ю. В. Латов.

## Авторские права
После смерти Маргарет Митчелл в 1949 году авторские права на произведение были разделены в равных долях между её племянниками Джозефом и Юджином Митчеллом. В 2012 году после смерти Джозефа его доля по завещанию передана католической архиепархии Атланты, США.

## Экранизация
В 1939 году на экраны вышел фильм «Унёсенные ветром» с Вивьен Ли и Кларком Гейблом в главных ролях. Режиссёр — Виктор Флеминг, продюсер Дэвид Селзник. Премьера фильма состоялась 15 декабря 1939 года в городе Атланта, где и разворачивается основное действие сюжета. Фильм завоевал 8 премий «Оскар» (и 2 почётных) — рекорд, не побитый в течение двух десятилетий.